# Makham (huyện)
Makham (tiếng Thái: มะขาม) là một huyện (amphoe) tại trung bộ tỉnh Chanthaburi, phía đông Thái Lan.

## Lịch sử
Huyện được lập năm 1899, lúc đó tên là Tha Luang. Khu vực này là một thành phố cổ của đế quốc Khmer và thuộc Thái Lan từ thời Ayutthaya.

## Địa lý
Các huyện giáp ranh (từ tây nam theo chiều kim đồng hồ) là Mueang Chanthaburi, Khao Khitchakut, Pong Nam Ron và Khlung của tỉnh Chanthaburi.
Nguồn nước quan trọng của vùng này là sông Chanthaburi.

## Hành chính
Huyện này được chia thành 6 phó huyện (tambon), các đơn vị này lại được chia thành 56 làng (muban). Makham là một thị trấn (thesaban tambon) which nằm trên một phần của tambon Makham. Ngoài ra có 6 tổ chức hành chính tambon (TAO).
| Số TT | Tên       | Tên tiếng Thái | Số làng | Dân số |  |
| ----- | --------- | -------------- | ------- | ------ |  |
| 1.    | Makham    | มะขาม          | 10      | 7.757  |  |
| 2.    | Tha Luang | ท่าหลวง         | 8       | 2.327  |  |
| 3.    | Patthawi  | ปัถวี            | 9       | 6.603  |  |
| 4.    | Wang Saem | วังแซ้ม          | 12      | 4.066  |  |
| 6.    | Chaman    | ฉมัน            | 9       | 3.954  |  |
| 8.    | Ang Khiri | อ่างคีรี          | 8       | 4.772  |  |

Các con số mất là các tambo nay thuộc huyện Khao Khitchakut.